# Marvelous Melmo
Marvelous Melmo (укр. Диво Мелмо) — кольорова кодомо-манґа, намальована манґакою Осаму Тедзукою. Загалом було випущено 26 епізодів, показ яких відбувся з 1971 по 1972 рік. Початкову назву манги, «Мамаа-тян» автору довелося змінити, оскільки вона збіглася з назвою однієї з торгових марок. В Італії серіал був випущений під назвою «I bon bon magici di Lilly» («Чарівні цукерки Ліллі»).
Повне зібрання манги і реставровані епізоди аніме було випущено в Японії 2003 року. У новому варіанті були змінені композиції, що відкривають і закривають, а також переозвучені персонажі.
Тедзука, за його ж зізнанням, призначав це аніме як засіб статевого виховання для дітей. Однак багато японських батьків висловлювали невдоволення, оскільки перегляд серіалу викликав у їхніх чад «багато запитань».

## Сюжет
Мелмо, 9-річна дівчинка, мати якої загинула в автокатастрофі, має потурбуватися про двох своїх молодших братів (Тото і Тач). Її матері, яка потрапила на небеса, дозволяють відвідати дітей у вигляді духа, і вона передає доньці упаковку чарівних цукерок, переданих їй Богом. З'їдаючи синю цукерку, Мелмо перетворюється на прекрасну 19-річну дівчину; з'їдаючи червону, вона повертається до звичайного вигляду. Поєднання двох цукерок дає їй змогу перетворюватися спочатку на ембріон, а потім на тварину за її вибором.

## Персонажі
- Мелмо

Добра дівчинка, яка використовує подаровані духом загиблої матері чарівні цукерки для перетворення на 19-річну дівчину, щоб, наприклад, мати змогу годувати грудьми свого молодшого брата Тача. Однак варто зауважити, що подібна метаморфоза ніяк не змінює її досвід і знання — в думках вона все та ж 9-річна дівчинка.
19-річна Мелмо дуже красива, у зв'язку з чим вона не обділена увагою чоловіків. Вона зустрічає симпатичного Дзіро, за якого виходить заміж, і від якого народжує дівчинку, що є реінкарнацією духу її матері.
- Тото

Старший із двох братів Мелмо. У більшості серій він виглядає як жаба, через те, що експериментує з поїданням чарівних цукерок. У такому вигляді він занадто малий, щоб проковтнути цукерки, які перетворять його назад на людину, тож Мелмо витрачає дуже багато часу на те, щоб з'ясувати, як перетворити його назад на людину (що їй зрештою вдається зробити).
- Тач

Молодший брат Мелмо. Фактично його роль у сюжеті полягає в тому, щоб показати юним глядачам, що потрібно для виховання і турботи про маленьку дитину.
- Професор Варагарасу

Громадянин країни, званої Чіччанія. Хтось на кшталт опікуна Мелмо та її братів, який не раз пояснював питання, що стосуються репродуктивної функції людини.
- Дзіро

Один із трьох братів (двома іншими є Ітіро і Сабуро), які закохалися в 19-річну Мелмо, і той, хто врешті-решт одружився з нею. Він з'являється тільки в останніх епізодах серіалу.